# Brachynervus truncatus
Brachynervus truncatus är en stekelart som beskrevs av He och Chen 1994. Brachynervus truncatus ingår i släktet Brachynervus och familjen brokparasitsteklar. Inga underarter finns listade.